# Slank mangust
Slank mangust (Galerella sanguinea, tidigare Herpestes sanguineus) är ett rovdjur i familjen manguster (Herpestidae) med vidsträckt utbredning i Afrika.

## Utseende och anatomi
Denna mangust når en kroppslängd mellan 27,5 och 40 cm och därtill kommer en 23 till 33 cm lång svans. Hannar är med en vikt av cirka 640 till 715 gram något tyngre än honor som väger 460 till 575 gram.
Pälsens färg varierar mycket mellan underarterna och kan vara mörkröd-brun, orangeröd, grå- eller gulaktig. Slank mangust skiljer sig från andra manguster genom den påfallande svarta eller röda svansspetsen. De första övre premolarer finns bara rudimentärt eller saknas helt.

## Utbredning och habitat

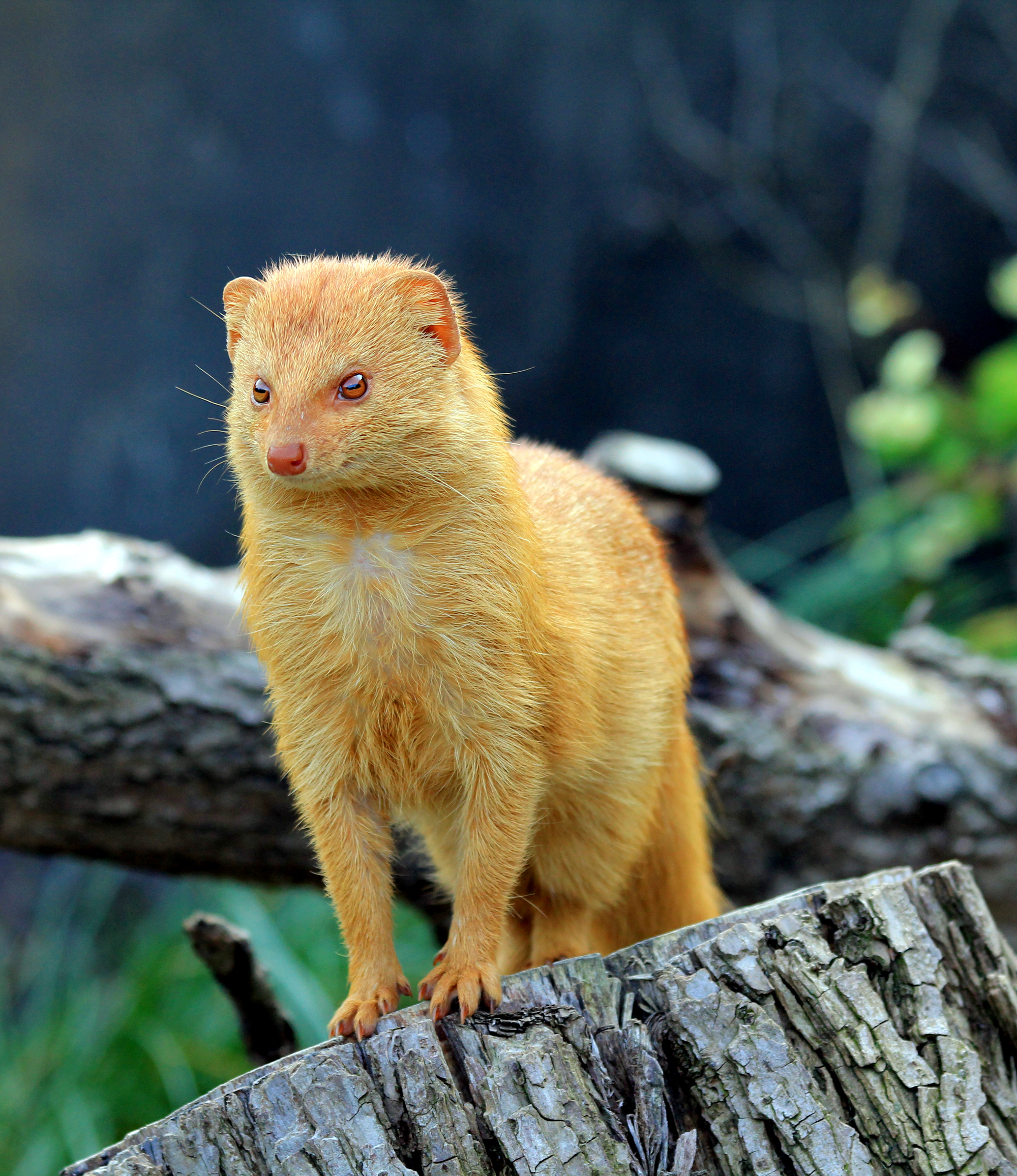
Slank mangust i Prags zoo.

Arten har ett stort utbredningsområde i Afrika söder om Sahara. Den saknas bara i Sydafrikas södra hälft och i täta skogsområden vid Ekvatorn. Denna mangust undviker även äkta öknar. Den föredrar istället savanner och liknande halvtorra slättland.

## Ekologi
Slank mangust lever ensam eller i par. Den är allmänt aktiv på dagen men letar även under varma nätter med månljus efter föda. Det antas att arten saknar avgränsade revir men den vistas normalt hela tiden i samma territorium som den delar med andra manguster eller viverrider. Ofta delar den även boet med en närbesläktad art då motparten vanligen är aktiv på natten medan slank mangust är dagaktiv. Boet grävs eller upprättas i jordskikt mellan klippor, i trädens håligheter eller bland rötterna, i jordgrottor som lämnades av andra djur eller vid andra lämpliga ställen.

### Föda
Som allmän köttätare livnär sig slank mangust av små ryggradslösa djur och ryggradsdjur som insekter, ödlor, groddjur, ormar, gnagare och fåglar. I viss mån äter den även frukter. Arten har dessutom fågelägg och as som föda. Liksom flera andra manguster har slank mangust förmåga att döda giftormar men dessa utgör bara en mindre del av födan. Detta rovdjur klättrar mer än andra manguster på träd och buskar för att fånga småfåglar.

### Fortplantning
Hannens territorium överlappar vanligen med området av flera honor. Med hjälp av doftämnen meddelar honan att hon är parningsberedd. Efter dräktigheten som enligt uppskattningar varar i 60 till 70 dagar föds en till tre ungar (oftast tvillingar). Hannen delar inte i ungarnas uppfostring. Könsmognaden uppnås av båda kön efter ungefär ett år. Livslängden antas uppgå till 10 år.

## Hot
Slank mangust förekommer på vissa afrikanska marknader som bushmeat och några kroppsdelar används i mindre utsträckning i den traditionella medicinen. På grund av det stora utbredningsområde som hyser flera naturskyddsområden har dessa aktiviteter ingen inverkan på artens bestånd. IUCN listar slank mangust därför som livskraftig (LC).